# Cratere Corozal
Corozal  è un cratere sulla superficie di Marte.